# بئر سانت رونان
بئر سانت رونان (بالإنجليزية: Saint Ronan's Well)‏ هي رواية بقلم السير والتر سكوت. وهي الرواية الوحيدة التي تدور أحداثها في القرن التاسع عشر.